# The Mighty Casey
The Mighty Casey este episodul 35 al serialului american Zona crepusculară. Titlul său se referă la poemul despre baseball „Casey at the Bat⁠(d). A fost difuzat inițial pe 17 iunie 1960 pe CBS.

## Intriga
„Mouth” McGarry, managerul unei echipe de baseball ruinate numită Hoboken Zephyrs, îi permite unui robot pe nume Casey să joace pentru echipa sa. Acesta are capacitatea de a arunca mingi cu o putere supraomenească pe care niciun jucător nu le poate lovi.
În cele din urmă, după ce Casey este lovit cu o minge și este supus unei examinări fizice de către un medic, Liga Națională descoperă că nu este uman și decide că acesta trebuie să părăsească echipa. Inventatorul său, Dr. Stillman, îi oferă o inimă artificială pentru a evita reglementările organizației.
Însă odată înzestrat cu o inimă, Casey experimentează pentru prima dată emoțiile umane. Acesta refuză să mai arunce minge rapide, precizând că empatizează cu cei învinși și nu dorește să le distrugă cariera; prin urmare, consideră că este mai potrivit pentru el să renunțe la baseball și să devină asistent social. Conștient că echipa va retrograda curând, Dr. Stillman îi oferă managerului un suvenir: diagrama⁠(d) lui Casey. După ce aruncă o privire peste acestea, McGarry are o idee briliantă și i-o expune inventatorului Stillman. Mai târziu, apar zvonuri care sugerează că McGarry a utilizate diagrama pentru a construi o echipă de roboți Casey.